# Campeonato de Fórmula Truck de 2006
O Campeonato de Fórmula Truck de 2006 foi a décima primeira competição organizada pela Fórmula Truck no Brasil durante o ano de 2006 que realizaram-se nove etapas em nove autódromos em sete estados do país. 
Em 2006 o ganhador da categoria foi o piloto paulista Renato Martins da equipe RM Competições, pilotando um caminhão Volkswagen, se sagrando bicampeão. Neste ano houve a inclusão do Autódromo Internacional Virgílio Távora. O vice foi Vinicius Ramires.

## Pilotos e equipes

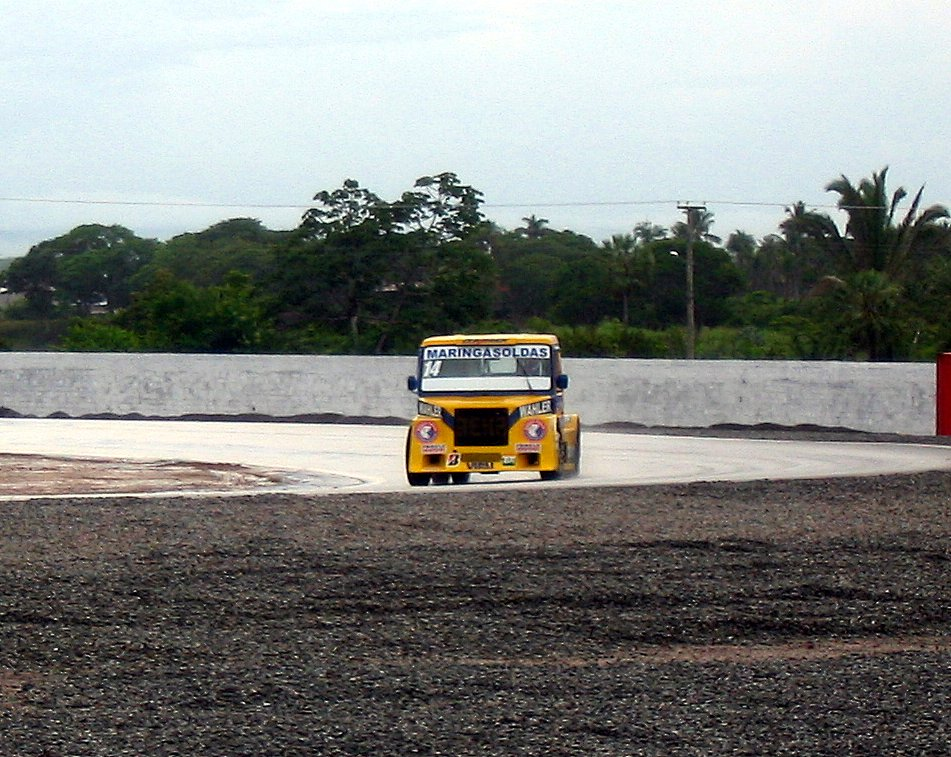
João Marcos Maistro, no Scania #14 da equipe Clay Truck Racing, durante o treino de sábado no Eusébio, em 2006.

| Equipe                | Marca         | Nº | Piloto (s)                     | Etapa(s) |
| --------------------- | ------------- | -- | ------------------------------ | -------- |
| ABF Mercedes-Benz     | Mercedes-Benz | 1  | Wellington Cirino              | Todas    |
| ABF Mercedes-Benz     | Mercedes-Benz | 2  | Geraldo Piquet                 | Todas    |
| Pacaembu Team         | Mercedes-Benz | 10 | Vignaldo Fizio                 | Todas    |
| RRT2                  | Mercedes-Benz | 10 | Vinícius Ramires               | Todas    |
| ABF Volvo             | Volvo         | 28 | Fabiano Brito                  | Todas    |
| ABF Volvo             | Volvo         |    | Urubatan Helou Jr.             | 1-7      |
| Boessio Competições   | Iveco         | 77 | Régis Boessio                  | 1-8      |
| Clay Truck Racing     | Scania        | 14 | João Maistro                   | 1-8      |
| Bueno Racing Team     | Volvo         | 11 | Diumar Bueno                   | Todas    |
| DF Motorsport         | Ford          | 22 | Luis Carlos Zappelini          | Todas    |
| DF Motorsport         | Ford          | 72 | Djalma Fogaça                  | Todas    |
| DF Motorsport         | Ford          | 88 | Beto Monteiro                  | Todas    |
| Mercalf Competições   | Mercedes-Benz | 21 | José Cangueiro                 | 1-8      |
| Londrina Truck Racing | Ford          | 2  | Eduardo "Mad Macarrão" Fráguas | Todas    |
| Londrina Truck Racing | Ford          | 73 | Leandro Totti                  | Todas    |
| Marinelli Competições | Scania        | 50 | Fred Marinelli                 | 1-8      |
| MP Motorsport         | Scania        | 20 | Pedro Muffato                  | Todas    |
| RM Competições        | Volkswagen    | 5  | Herberto Heinen                | Todas    |
| RM Competições        | Volkswagen    | 7  | Débora Rodrigues               | Todas    |
| RM Competições        | Volkswagen    | 9  | Renato Martins                 | Todas    |
| RM Competições        | Volkswagen    | 17 | Beto Napolitano                | Todas    |
| RM Competições        | Volkswagen    | 18 | Clodoaldo Monteiro             | 1-8      |
| RM Competições        | Volkswagen    |    | Adalberto Jardim               | 1-7      |
| Roberval Motorsport   | Scania        | 42 | Roberval Andrade               | Todas    |
| Roberval Motorsport   | Scania        | 51 | José Maria Reis                | Todas    |

## Calendário
| Data           | Estado             | Cidade       | Circuito                                       | Vencedor         |
| -------------- | ------------------ | ------------ | ---------------------------------------------- | ---------------- |
| 19 de março    | Pernambuco         | Caruaru      | Autódromo Internacional Ayrton Senna (Caruaru) | Leandro Totti    |
| 16 de abril    | Ceará              | Eusébio      | Autódromo Internacional Virgílio Távora        | Pedro Muffato    |
| 21 de maio     | São Paulo          | São Paulo    | Autódromo de Interlagos                        | Roberval Andrade |
| 11 de junho    | Rio Grande do Sul  | Guaporé      | Autódromo Internacional de Guaporé             | Renato Martins   |
| 16 de julho    | Mato Grosso do Sul | Campo Grande | Autódromo Internacional Orlando Moura          | Vinicius Ramires |
| 17 de setembro | Paraná             | Cascavel     | Autódromo Internacional de Cascavel            | Renato Martins   |
| 8 de outubro   | Paraná             | Pinhais      | Autódromo Internacional de Curitiba            | Vinicius Ramires |
| 12 de novembro | Rio Grande do Sul  | Viamão       | Autódromo Internacional de Tarumã              | Djalma Fogaça    |
| 10 de dezembro | Distrito Federal   | Brasília     | Autódromo Internacional Nelson Piquet          | Geraldo Piquet   |

## Classificação
| Pos. | Piloto                     | Equipe                | Pontos |
| ---- | -------------------------- | --------------------- | ------ |
| 1    | Renato Martins             | RM Competições        | 117    |
| 2    | Vinícius Ramires           | RRT2                  | 103    |
| 3    | Pedro Muffato              | MP Motorsport         | 102    |
| 4    | Wellington Cirino          | ABF Mercedes-Benz     | 95     |
| 5    | Roberval Andrade           | Roberval Motorsport   | 90     |
| 6    | Débora Rodrigues           | RM Competições        | 58     |
|      | Leandro Totti              | Londrina Truck Racing | 58     |
| 8    | Geraldo Piquet             | ABF Mercedes-Benz     | 52     |
| 9    | Djalma Fogaça              | DF Motorsport         | 48     |
| 10   | Beto Monteiro              | DF Motorsport         | 46     |
| 11   | Beto Napolitano            | RM Competições        | 35     |
| 12   | Adalberto Jardim           | RM Competições        | 33     |
| 13   | Luis Carlos Zappelini      | DF Motorsport         | 18     |
| 14   | Fabiano Brito              | ABF Volvo             | 15     |
|      | Herberto Heinen            | RM Competições        | 15     |
| 16   | Vignaldo Fizio             | Pacaembu Team         | 13     |
| 17   | José Cangueiro             | Mercalf Competições   | 10     |
| 18   | José Maria Reis            | Roberval Motorsport   | 9      |
| 19   | Diumar Bueno               | Bueno Racing Team     | 7      |
| 20   | João Maistro               | Clay Truck Racing     | 6      |
| 21   | Régis Boessio              | Boessio Competições   | 5      |
| 22   | Eduardo "Macarrão" Fráguas | Londrina Truck Racing | 5      |
|      | Urubatan Helou Jr.         | ABF Volvo             | 0      |
|      | Clodoaldo Monteiro         | RM Competições        | 0      |
|      | Fred Marinelli             | Marinelli Competições | 0      |